# Márton Dina
Márton Dina (Budapeste, 11 de abril de 1996) é um ciclista hungaro membro da equipa Kometa-Xstra.

## Palmarés
2018
- 2.º no Campeonato da Hungria em Estrada